# Province de Guadalcanal
Pour les articles homonymes, voir Guadalcanal (homonymie).
La province de Guadalcanal est une des provinces des Salomon. Elle est constituée par l'île de Guadalcanal (5 358 km²). Sa population était de 109 382 habitants en 1999. Sa capitale est Honiara, également capitale de l'État.
Elle fut le théâtre, pendant la Seconde Guerre mondiale, de la bataille de Guadalcanal.